# Raorchestes terebrans
Raorchestes terebrans é uma espécie de anfíbio da família Rhacophoridae.
É endémica da Índia.